# Tony Maxworthy
Tony Maxworthy (* 21. Mai 1933 in Ealing, London; † 8. März 2013) war ein britisch-US-amerikanischer Ingenieurwissenschaftler, der sich mit Hydrodynamik befasste. Er war Professor an der University of Southern California (USC). Kurz vor seinem Tod wurde er dort Distinguished University Professor.
Maxworthy studierte am Imperial College in London mit dem Bachelor-Abschluss 1954, an der Princeton University mit dem Master-Abschluss 1955 und wurde 1960 an der Harvard University in Maschinenbau promoviert. Danach war er Gruppenleiter am Jet Propulsion Laboratory (ab 1968 als Berater). Ab 1967 war er an der USC, wo er 1970 eine volle Professur erhielt und 1979 bis 1989 der Fakultät für Maschinenbau (Mechanical Engineering) vorstand. 
Er befasste sich mit einer breiten Palette hydrodynamischer Probleme, insbesondere mit aerodynamischen Experimenten, geophysikalischer und Umwelt-Hydrodynamik (Dynamik der Atmosphäre auf Erde und Planeten wie der Atmosphäre des Jupiter, Gezeitenströmungen auch in Seen und Flüssen, hydrodynamische Probleme bei Vulkanausbrüchen und Lawinen, Staubteufel, Ausbreitung von Wasser unterschiedlichen Salzgehalts, Wellendynamik, Fernerkundung), Konvektion, Turbulenz, Erstarrung und Bio-Hydrodynamik (zum Beispiel Insektenflug). Er befasste sich auch unter anderem mit Magnetohydrodynamik, Fluss von flüssigem Natrium, Flammenausbreitung und -stabilisierung, Kapillarwelleninstabilitäten auf Jets und Flüssigkeitsschichten, Überschall-Stosswellen in welligen Grenzschichten und Hele-Shaw-Zellen. Ab 1975 beriet er BBC.
2011 erhielt er den Hydrodynamik-Preis der American Physical Society, 1990 den Otto-Laporte-Preis und 2003 die G. I. Taylor Medal. Er war Fellow der National Academy of Engineering, der American Physical Society, der American Academy of Arts and Sciences und der American Geophysical Union. 1980/81 erhielt er den Humboldt-Forschungspreis und war damit am Institut für Hydromechanik der Universität Karlsruhe und am Lehrstuhl für Strömungsmechanik der Friedrich-Alexander-Universität Erlangen-Nürnberg und 1990 war er Senior Scientist bei der Norwegischen nationalen Wissenschaftsorganisation. Er reiste viel, war Fellow auf Lebenszeit von Clare Hall in Cambridge, arbeitete mit dem DAMTP in Cambridge (Herbert Huppert), der Universität Grenoble (LEGI, Laboratory of Geophysical and Industrial Fluid Flows, Emil Hopfinger) und der University of Western Australia (Jorge Imberger).
Maxworthy hält ein Patent auf einen Deltaflügel mit Auftriebshilfe (1991).

## Schriften (Auswahl)
- The structure and stability of vortex rings, J. Fluid Mechanics, Band 51, 1972, 15–32
- The fluid dynamics of insect flight, Annual Review of Fluid Mechanics, Band 13, 1981, S. 329–350
- mit N. Didden: The viscous spreading of plane and axisymmetric gravity currents, J. Fluid Mechanics, Band 121, 1982, S. 27–42
- mit L. Redekopp A solitary wave theory of the Great Red Spot and other observed features in the Jovian atmosphere, Icarus, Band 29, 1976, S. 261–271
- The dynamics of a high-speed Jovian jet, Planet. Space Sci., Band 32, 1984, S. 1053–1058
- A note on the internal solitary waves produced by tidal flow over a three-dimensional ridge, J. of Geophysical Research, Band 84, 1979, S. 338–346
- mit J. Leilich, J. E. Simpson, E. H. Meiburg: The propagation of gravity currents into a linearly stratified fluid, J. Fluid Mech., Band 453, 2002, S. 371–394
- mit M. Zhang: The interactive dynamics of flow and directional solidification in a Hele-Shaw cell. part 1. experimental investigation of parallel shear flow, J. Fluid Mech., Band 470, 2002, S. 247–268
- The effect of a stabilising gradient on interface morphology, in: Proceedings of the S.H. Davis Symp. Monterey, CA, Aug. 1998. Imperial College Press, 2000.
- A frictionally and hydraulically constrained model of the convectively-driven mean flow in partially enclosed seas, Deep Sea Res. I 44, pp. 1339–1354, 1997.
- mit C. Gnann, M. Kurten, F. Durst: Experiments on the rise of air bubbles in clean viscous liquids, J. Fluid Mech., Band 321, 1996, S. 421–441.
- mit P. Petitjeans: Miscible displacements in capillary tubes: Part 1. experiments, J. Fluid Mech., Band 326, 1996, S. 37–56, 1996.